# Hemerobius stigma
Hemerobius stigma – gatunek ciepłolubnej sieciarki (Neuroptera) z rodziny życiorkowatych (Hemerobiidae) o holarktycznym zasięgu występowania. W Europie jest liczny i szeroko rozprzestrzeniony, występuje nawet w wyższych partiach gór. Na Florydzie i na Wyspach Brytyjskich jest jedną z najpospolitszych sieciarek. W Polsce jest spotykany na obszarze całego kraju. Preferuje miejsca nasłonecznione. Zimują osobniki dorosłe. Biologia gatunku została dość dobrze zbadana, głównie ze względu na możliwość wykorzystania w biologicznej walce ze szkodnikami lasów. Klucz do identyfikacji larw opracowali Miller i Lambdin w 1984 roku.